# 2011年夏季世界大學生運動會射擊比賽
2011年世界大學生夏季運動會射擊比賽於2011年8月18日至22日於深圳射擊館和飛靶賽場舉行。

## 賽事

### 獎牌榜
| 排名 | 国家／地区      | 金牌 | 银牌 | 铜牌 | 總數 |
| ---- | --------------- | ---- | ---- | ---- | ---- |
| 1    | 中国（CHN）     | 13   | 10   | 5    | 28   |
| 2    | 意大利（ITA）   | 7    | 0    | 2    | 9    |
| 3    | 韩国（KOR）     | 3    | 4    | 3    | 10   |
| 4    | 捷克（CZE）     | 2    | 0    | 1    | 3    |
| 5    | 白俄罗斯（BLR） | 2    | 0    | 0    | 2    |
| 5    | 印度（IND）     | 2    | 0    | 0    | 2    |
| 7    | 俄罗斯（RUS）   | 1    | 5    | 7    | 13   |
| 8    | 德国（GER）     | 1    | 1    | 2    | 4    |
| 8    | 泰国（THA）     | 1    | 1    | 2    | 4    |
| 10   | 斯洛伐克（SVK） | 1    | 1    | 0    | 2    |
| 11   | 乌克兰（UKR）   | 1    | 0    | 3    | 4    |
| 12   | 法国（FRA）     | 0    | 3    | 0    | 3    |
| 13   | 蒙古（MGL）     | 0    | 2    | 0    | 2    |
| 13   | 塞尔维亚（SRB） | 0    | 2    | 0    | 2    |
| 15   | 波兰（POL）     | 0    | 1    | 2    | 3    |
| 16   | （KAZ）         | 0    | 1    | 1    | 2    |
| 17   | （AUS）         | 0    | 1    | 0    | 1    |
| 17   | 奥地利（AUT）   | 0    | 1    | 0    | 1    |
| 19   | 中華台北 (TPE)  | 0    | 0    | 1    | 1    |
| 19   | 塞浦路斯（CYP） | 0    | 0    | 1    | 1    |
| 19   | 匈牙利（HUN）   | 0    | 0    | 1    | 1    |
| 19   | 南非（RSA）     | 0    | 0    | 1    | 1    |
| 19   | 瑞典（SWE）     | 0    | 0    | 1    | 1    |
| 總數 | 總數            | 34   | 33   | 33   | 100  |

### 男子項目

#### 個人
| 項目           | 金牌                                | 银牌                            | 铜牌                                 |
| 10公尺空氣手槍 | 李大明 · 韩国（KOR）                | 龐偉 · 中国（CHN）              | 金根福 · 韩国（KOR）                 |
| 10公尺空氣步槍 | 尼科洛·坎普裡亞尼 · 意大利（ITA）   | 柳載澈 · 韩国（KOR）            | 龔佳偉 · 中国（CHN）                 |
| 25公尺速射手槍 | 丁峰 · 中国（CHN）                  | 周治國 · 中国（CHN）            | 李越宏 · 中国（CHN）                 |
| 25公尺標準手槍 | 丁峰 · 中国（CHN）                  | 周治國 · 中国（CHN）            | Dmitry Brayko · 俄罗斯（RUS）        |
| 50公尺手槍     | 李大明 · 韩国（KOR）                | 達米爾·米凱奇 · 塞尔维亚（SRB） | 麥嘉傑 · 中国（CHN）                 |
| 50公尺步槍三姿 | 尼科洛·坎普裡亞尼 · 意大利（ITA）   | Kang Hongwei · 中国（CHN）      | 謝爾蓋·卡緬斯基 · 俄罗斯（RUS）      |
| 50公尺步槍臥射 | 尤里·舒拉邦茲維奇 · 白俄罗斯（BLR） | 曹逸飞 · 中国（CHN）            | 亞歷山大·葉兒馬科夫 · （KAZ）        |
| 定向飛靶       | 吉安卡洛·塔扎 · 意大利（ITA）       | 拉爾夫·布赫海姆 · 德国（GER）   | 戈登·戈施 · 德国（GER）              |
| 不定向飛靶     | 馬爾科·潘尼扎 · 意大利（ITA）       | 加克波·切賓斯基 · 波兰（POL）   | 西蒙·洛倫佐·普斯柏利 · 意大利（ITA） |
| 雙不定向飛靶   | 亞歷山大·弗拉塞耶夫 · 俄罗斯（RUS） | 潘強 · 中国（CHN）              | 黃成真 · 韩国（KOR）                 |

#### 團體
| Event              | 金牌                                                                    | 银牌                                                                    | 铜牌                                                                              |
| 團體10公尺空氣手槍 | 韩国（KOR）                                                             | 中国（CHN）                                                             | 俄罗斯（RUS）                                                                     |
| 團體10公尺空氣步槍 | 意大利（ITA）                                                           | 中国（CHN）                                                             | 俄罗斯（RUS）                                                                     |
| 團體25公尺速射手槍 | 中国（CHN）                                                             | 法国（FRA）                                                             | 俄罗斯（RUS）                                                                     |
| 團體25公尺標準手槍 | 中国（CHN）                                                             | 俄罗斯（RUS）                                                           | 泰国（THA）                                                                       |
| 團體50公尺手槍     | 中国（CHN）                                                             | 韩国（KOR）                                                             | 波兰（POL）                                                                       |
| 團體50公尺步槍三姿 | 中国（CHN）                                                             | 法国（FRA）                                                             | 俄罗斯（RUS）                                                                     |
| 團體50公尺步槍臥射 | 白俄罗斯（BLR）                                                         | 蒙古（MGL）                                                             | 瑞典（SWE）                                                                       |
| 團體定向飛靶       | 捷克（CZE） · Daniel Herberger · Petr Málek · Jakub Novota              | 俄罗斯（RUS） · Aleksandr Bondar · Nikolay Pilshchikov · Nikolay Teplyy | 塞浦路斯（CYP） · Andreas Chasikos · Dimitris Konstantinou · Anastasios Chapesiis |
| 團體不定向飛靶     | 意大利（ITA） · Simone Lorenzo Prosperi · Andrea Miotto · Marco Panizza | 中国（CHN） · Li Yang · Liu Jie · Du Yu                                 | 波兰（POL） · Jakub Trzebinski · Lukasz Szum · Piotr Kowalczyk                    |
| 團體雙不定向飛靶   | 中国（CHN） · Li Jun · Pan Qiang · Yang Yiyang                          | 俄罗斯（RUS） · Alexander Furasyev · Artur Mingazov · Roman Zagumennov  | 意大利（ITA） · Antonino Barilla · Alessandro Chianese · Ferdinando Rossi         |

### 女子項目

#### 個人
| 項目           | 金牌                                | 银牌                                | 铜牌                                 |
| 10公尺空氣手槍 | 哈維恩·什勞 · 印度（IND）           | 探婭蓬·普薩空 · 泰国（THA）         | 奥列娜·科斯捷维奇 · 乌克兰（UKR）    |
| 10公尺空氣步槍 | 佩特拉·祖布拉辛格 · 意大利（ITA）   | 麗莎·翁格蘭克 · 奥地利（AUT）       | Manuela Christel Felix · 德国（GER） |
| 25公尺手槍     | 坦亞波恩·普魯克薩霍恩 · 泰国（THA） | 佐拉娜·阿魯諾維奇 · 塞尔维亚（SRB） | 奥列娜·科斯捷维奇 · 乌克兰（UKR）    |
| 50公尺步槍三姿 | 安德拉·斯科洛娃 · 捷克（CZE）       | 納蘭圖雅 · 蒙古（MGL）              | 卡塔·維瑞思 · 匈牙利（HUN）          |
| 50公尺步槍臥射 | 李佩璟 · 中国（CHN）                | Wang Chengyi · 中国（CHN）          | Marli Vlok · 南非（RSA）             |
| 定向飛靶       | 莫妮卡·澤姆科娃 · 斯洛伐克（SVK）   | 丹卡·巴特科娃 · 斯洛伐克（SVK）     | 於秀敏 · 中国（CHN）                 |
| 不定向飛靶     | 加娜·貝克曼 · 德国（GER）           | 凱瑟琳·斯金納 · （AUS）             | 康志銀 · 韩国（KOR）                 |
| 雙步定向飛靶   | 楊曉輝 · 中国（CHN）                | 瑪麗亞·德米特裡延科 · （KAZ）       | 徐婕瑀 中華台北 (TPE)                |

#### 團體
| 項目                | 金牌                                      | 银牌          | 铜牌          |
| 團體10公尺空氣手槍  | 印度（IND）                               | 俄罗斯（RUS） | 乌克兰（UKR） |
| 團體 10公尺空氣步槍 | 中国（CHN）                               | 韩国（KOR）   | 俄罗斯（RUS） |
| 團體25公尺手槍      | 乌克兰（UKR）                             | 韩国（KOR）   | 中国（CHN）   |
| 團體50公尺步槍三姿  | 中国（CHN）                               | 法国（FRA）   | 捷克（CZE）   |
| 團體50公尺步槍臥射  | 中国（CHN）                               | 俄罗斯（RUS） | 泰国（THA）   |
| 團體定向飛靶        | 中国（CHN） · Min Lu · Jing Yang · 於秀敏 | Not awarded   | Not awarded   |
| 團體不定向飛靶      | Not awarded                               | Not awarded   | Not awarded   |
| 團體雙步定向飛靶    | Not awarded                               | Not awarded   | Not awarded   |